# The Rising Generation
The Rising Generation é um filme de comédia mudo produzido no Reino Unido e lançado em 1928.